# Діамантник зебровий
Діамантник зебровий, або зяблик-зебра, або амадина зеброва, або астрильд зебровий (Taeniopygia guttata) — найпоширеніший вид астрильдових (Estrildidae) Центральної Австралії, Індонезії та Східного Тимору, також інтродукований до Пуерто-Рико, Португалії і США.
Вокалізація діамантника зебрового включає деренчання, трелі та короткі голосові сигнали.

## Опис
Довжина тіла діамантника зебрового приблизно 10 см. Назва птаха походить від чорно-світлих смужок на грудях, схожих на «зебровий» візерунок.
Короткий дзьоб світло-червоного кольору пристосований для збирання зерен і різноманітного насіння, розкушування плодів.
На хвості амадини чорно-білі смуги.

## Харчування
Птахи переважно харчуються насінням та комахами.
Особливістю діамантника зебрового є те, що вона протягом тривалого проміжку часу (кілька тижнів і навіть місяців) може обходитися без води. В сечі птаха міститься зовсім мало рідини, що допомагає запобігти зневодненню.

## Поширення
Діамантник зебровий населяє Австралію, Малі Зондські острови, а також є інтродукованою до Пуерто-Рико, Португалії і США. 

## Спосіб життя
Діамантник зебровий заселяє майже всю територію Австралії: зарослі травою рівнини, поодинокі чагарники та дерева. Птахи надають перевагу місцям недалеко від води. Їх також можна побачити в міських парках і садах. Під час гніздування птахи збираються в невеликі колонії приблизно по 20 пар птахів. Самці приваблюють самок своїми шлюбними танцями, ритмічно помахуючи хвостами.

## Розмноження

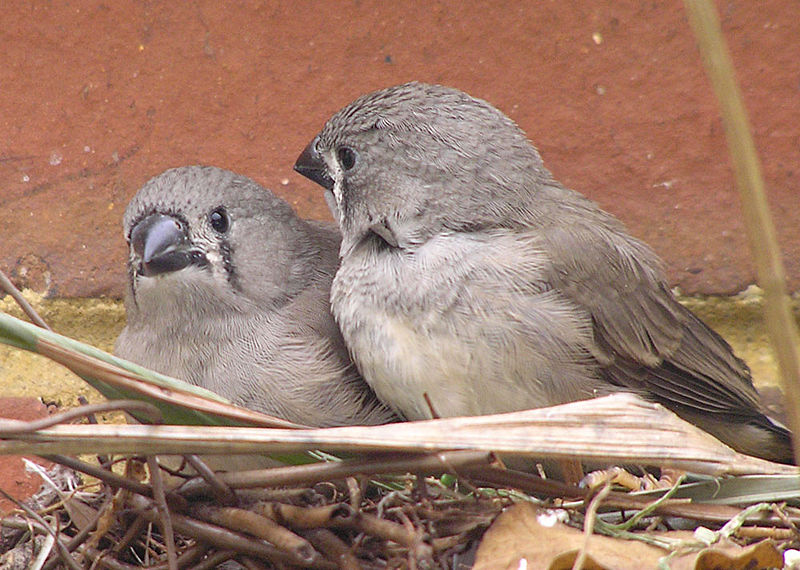
Пташенята

Гніздо діамантника зебрового має пляшкоподібну форму. Його будують із тонких гілочок, сухих травинок та інших волокон, всередині вимощують кролячою або овечою шерстю і пір'ям. Вхід в гніздо у більшості випадків знаходиться збоку. Для зебрових амадин характерно надзвичайно швидке статеве дозрівання. Так, у природі зазначено їх розмноження вже у шеститижневому віці, а при утриманні в неволі зеброві амадини успішно розмножуються починаючи з 3 – 5 місяців. В особливо сприятливі роки можлива поява чотирьох виводків протягом року. У кладці від трьох до семи яєць блідо-зеленкуватого відтінку. Висиджування триває приблизно 12 днів і вже через 21 день пташенята можуть вилітати із гнізда.

## Значення для людини

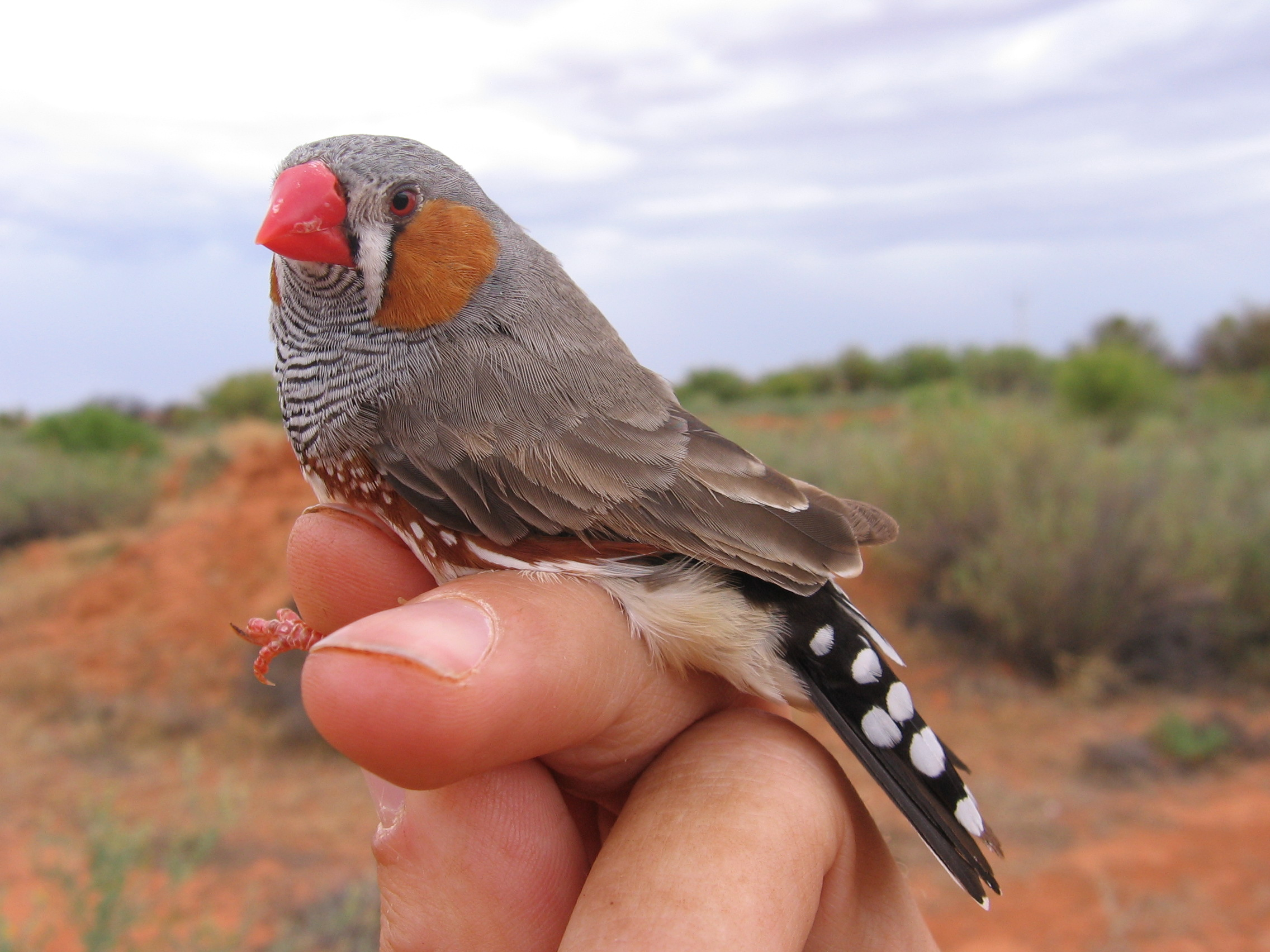
Діамантик зебровий на руці

Один з найбільш популярних птахів, яких розводять любителі. Був завезений в Європу в 1879 і одомашнений. За півтора століття утримання в неволі було отримано безліч різних забарвлень, більшість з яких нині зосереджені у США та Європі. У ході селекції були виведені чисто білі, палеві, рясні зеброві амадини, породи «пінгвін», чубаті та інші. Доведено можливість гібридизації зебрових амадин з багатьма видами астрильдових. Найчастіше гібриди безплідні.

## Фото

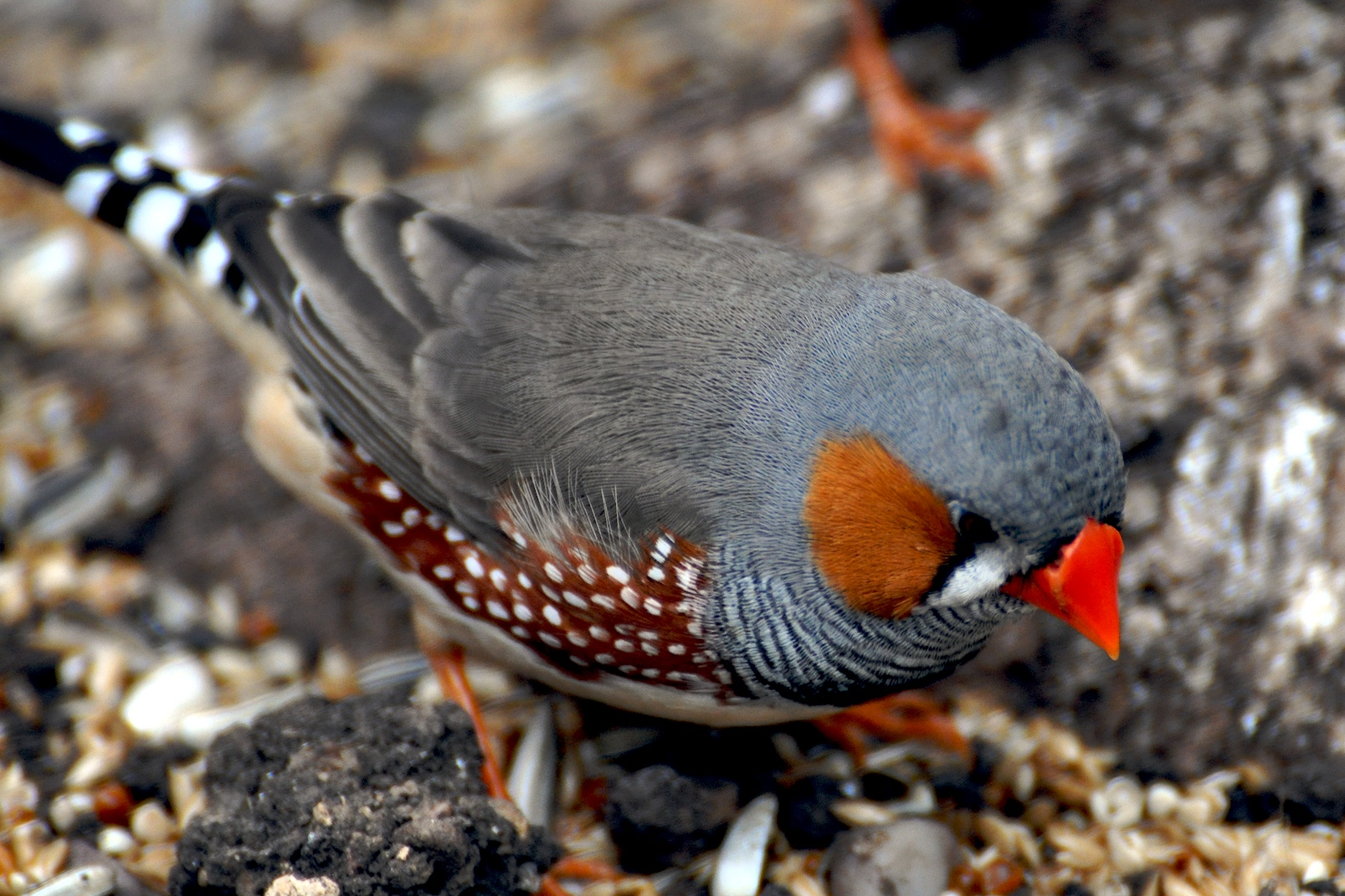
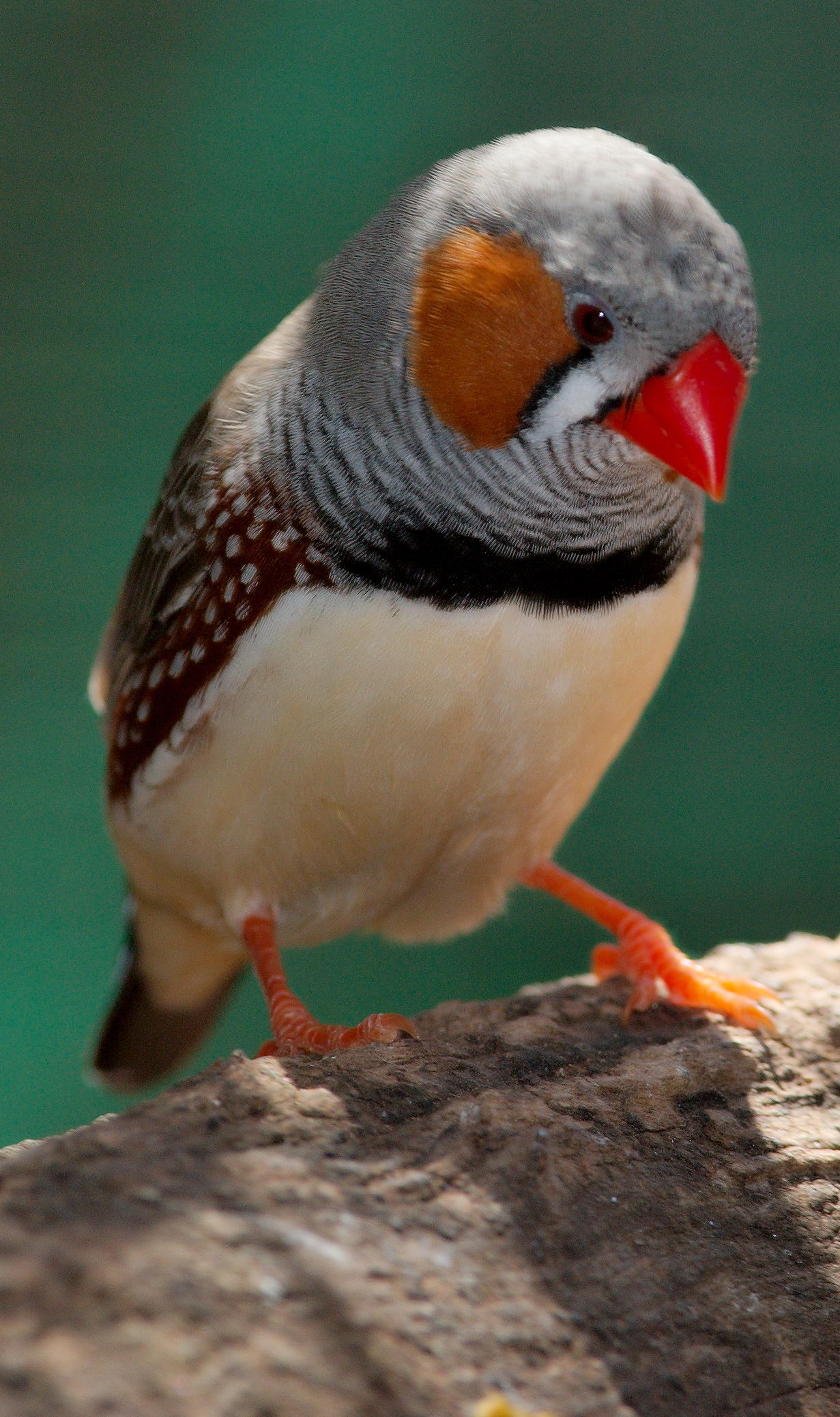
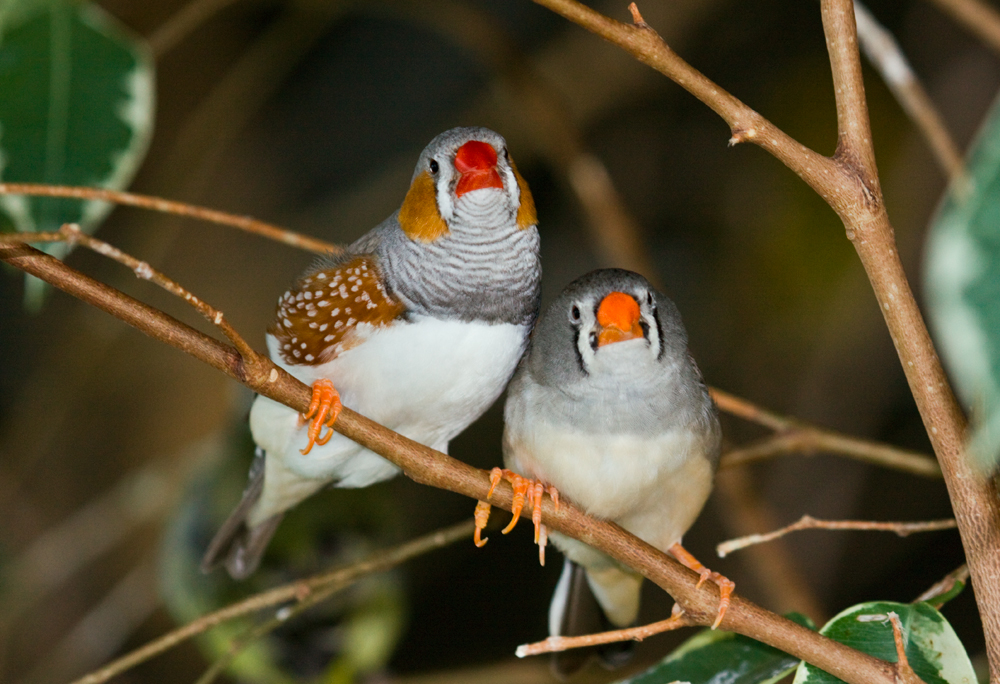
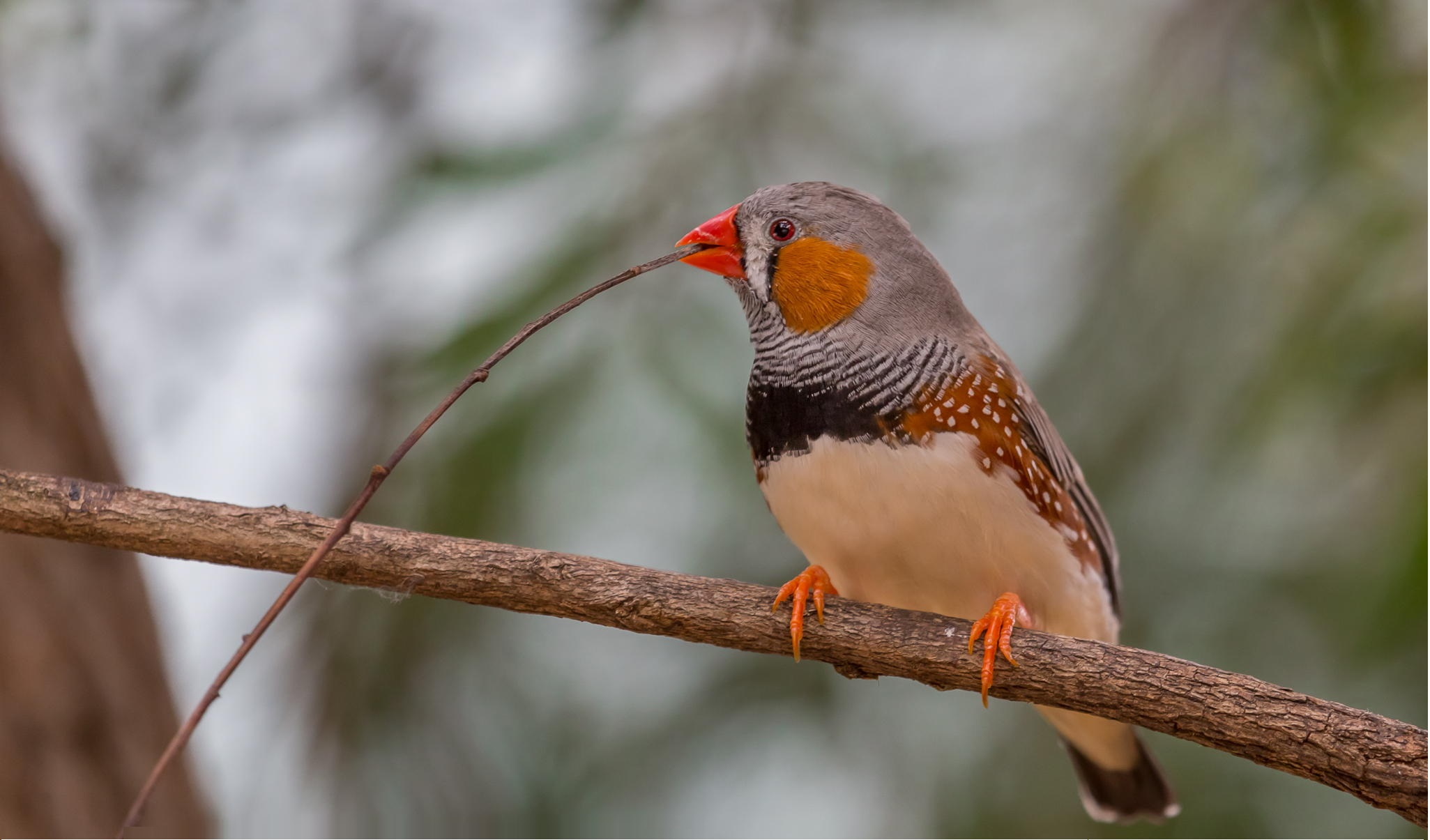